# 三十二相八十種好
莊嚴相好或相好（羅馬化：lakṣana-vyañjana），佛教術語，是轉輪聖王與佛陀的身體所具足的外貌和身形特徵，指三十二相、八十種好。

## 三十二相
三十二相（意译爲“大丈夫相”），又译为大人相、四八相、大士相、大丈夫相，佛教術語，是轉輪聖王與佛的身體所具足之三十二種外貌特徵。
三十二相是根據古印度人的審美觀而建立的，最早與轉輪王傳說一同出現，認為轉輪王將具備這三十二種外貌特徵。因為佛陀的相貌等同於轉輪王之美，也擁有這三十二相。

### 分述
| 《中阿含經·三十二相經》: 1. 大人足安平立。 2. 大人足下生輪。輪有千輻。一切具足。 3. 大人足指纖長。 4. 大人足周正直。 5. 大人足跟踝後兩邊平滿。 6. 大人足兩踝傭。 7. 大人身毛上向。 8. 大人手足網縵。猶如鴈王。 9. 大人手足極妙柔弱軟敷。猶兜羅華。 10. 大人肌皮軟細。塵水不著。 11. 大人一一毛。一一毛者。身一孔一毛生。色若紺青。如螺右旋。 12. 大人鹿[蹲-酋+(十/田/ㄙ)]腸。猶如鹿王。 13. 大人陰馬藏。猶良馬王。 14. 大人身形圓好。猶如尼拘類樹。上下圓相稱。 15. 大人身不阿曲。身不曲者。平立申手以摩其膝。 16. 大人身黃金色。如紫磨金。 17. 大人身七處滿。七處滿者。兩手．兩足．兩肩及頸。 18. 大人其上身大。猶如師子。 19. 大人師子頰車。 20. 大人脊背平直。 21. 大人兩肩上連。通頸平滿。 22. 大人四十齒牙。 23. 平齒。 24. 不踈齒。 25. 白齒。 26. 通味第一味。 27. 大人梵音可愛。其聲猶如加羅毘伽。 28. 大人廣長舌。廣長舌者。舌從口出遍覆其面。 29. 大人承淚處滿。猶如牛王。 30. 大人眼色紺青。 31. 大人頂有肉髻。團圓相稱。髮螺右旋。 32. 大人眉間生毛。潔白右縈。 | 《長阿含經·大本經》： 1. 足安平。足下平滿。蹈地安隱。 2. 足下相輪。千輻成就。光光相照。 3. 手足網縵。猶如鵝王。 4. 手足柔軟。猶如天衣。 5. 手足指纖。長無能及者。 6. 足跟充滿。觀視無厭。 7. 鹿膊腸。上下傭直。 8. 鈎鎻骨。骨節相鈎。猶如鎻連。 9. 陰馬藏。 10. 平立垂手過膝。 11. 一一孔一毛生。其毛右旋。紺琉璃色。 12. 毛生右旋。紺色仰靡。 13. 身黃金色。 14. 皮膚細軟。不受塵穢。 15. 兩肩齊亭。充滿圓好。 16. 胸有卍字。 17. 身長倍人。 18. 七處平滿。 19. 身長廣等。如尼拘盧樹。 20. 頰車如師子。 21. 胸膺方整如師子。 22. 口四十齒。 23. 方整齊平。 24. 齒密無間。 25. 齒白鮮明。 26. 咽喉清淨。所食眾味。無不稱適。 27. 廣長舌。左右舐耳。 28. 梵音清徹。 29. 眼紺青色。 30. 眼如牛王。眼上下俱眴。 31. 眉間白毫柔軟細澤。引長一尋。放則右旋螺如真珠。 32. 頂有肉髻。 |

## 八十種好
八十种好（羅馬化：aśītyanuvyañjanāni；藏語：དཔེ་བྱད་བརྒྱད་བཅུ་，威利转写：dpe byed bzang po brgyad bcu），又译为八十种随形好、八十随好等，佛教术语，是指佛的应身所具有的八十种微妙的身形特征。
八十种好和三十二相常并称，皆是根據古印度人的審美觀而建立的，古印度文明认为佛陀具有三十二相、八十好，是至尊大丈夫的象征。

### 分述
据《大般若经》与《大乘义章》所载，八十种好分别为：
 
1. 无见顶相
2. 鼻高不现孔
3. 眉如初月
4. 耳轮垂埵
5. 坚实如那罗延
6. 骨际如钩锁
7. 身一时回旋如象王
8. 行时足去地四寸而现印文
9. 爪如赤铜色，薄而润泽
10. 膝骨坚而圆好
11. 身清洁
12. 身柔软
13. 身不曲
14. 指圆而纤细
15. 指文（指纹）藏覆
16. 脉深不现
17. 踝不现
18. 身润泽
19. 身自持不逶迤
20. 身满足
21. 容仪备足
22. 容仪满足
23. 住处安无能动者
24. 威振一切
25. 一切众生见之而乐
26. 面不长大
27. 正容貌而色不挠
28. 面具满足
29. 唇如频婆果之色
30. 言音深远
31. 脐深而圆好
32. 毛右旋
33. 手足满足
34. 手足如意
35. 手文明直
36. 手文长
37. 手文不断
38. 一切恶心之众生，见者和悦
39. 面广而殊好
40. 面净满如月
41. 随众生之意和悦与语
42. 自毛孔出香气
43. 自口出无上香
44. 仪容如师子
45. 进止如象王
46. 行相如鹅王
47. 头如摩陀那果
48. 一切之声分具足
49. 四牙白利
50. 舌色赤
51. 舌薄
52. 毛红色
53. 毛软净
54. 眼广长
55. 死门之相具
56. 手足赤白，如莲华之色
57. 脐不出
58. 腹不现
59. 细腹
60. 身不倾动
61. 身持重
62. 其身大
63. 身长
64. 手足软净滑泽
65. 四边之光长一丈
66. 光照身而行
67. 等视众生
68. 不轻众生
69. 随众生之音声，不增不减
70. 说法不著
71. 随众生之语言而说法
72. 发音应众声
73. 次第以因缘说法
74. 一切众生观相不能尽
75. 观不厌足
76. 髮长好
77. 髮不乱
78. 髮旋好
79. 髮色如青珠
80. 手足为有德之相